# Psapharochrus borrei
Psapharochrus borrei là một loài bọ cánh cứng trong họ Cerambycidae.